# 今晚报
《今晚报》是天津的一份晚报。原为《天津晚报》，创刊于1960年7月1日，曾于1967年1月7日停刊。1984年7月1日复刊，并更名为今晚报。报头由邓小平题写，彭真、邓颖超题词。日發行量約70萬份，是中國較早成立的晚報之一，被列名為「中國四大晚報」（另三個是《新民晚報》、《北京晚報》、《羊城晚報》）之一。《今晚报》现已发展成为每日发行对开12至16版，日发行量70多万份，发行范围遍及中国三十个省、市、自治区，并行销海外，成为天津市目前发行量最大、覆盖面最广、最有影响的一张综合类日报。

## 历史
1960年7月1日，《新晚报》、《天津工人日报》和《天津青年报》合并为《天津晚报》，创刊词提到《天津晚报》定位是“中共天津市委领导下的一张综合性的报纸，以城市人民为主要对象”，《天津晚报》销量高峰时达20万份左右。  
1967年1月7日，《天津晚报》停刊，此日报纸内容是落款为天津市工矿企业无产阶级革命造反总部的《查封<天津日报>、<天津晚报>声明》。
1983年8月，中共天津市委办公厅、中共天津市委宣传部正式发出《关于恢复出版<天津晚报>的批复》，原则同意由天津日报社提出的关于出版《天津晚报》的请示。
1984年3月23日，今晚报社第一次全体会议举行，今晚报社正式成立。  
1984年5月10日，今晚报社收到中央军委转来邓小平题写的《今晚报》报头。  
1984年5月15日，天津市委书记陈伟达批示“同意晚报总编辑列席市委常委一些会议”。  
1984年6月31日，彭真、邓颖超为《今晚报》题词。  
1984年7月1日，《今晚报》第一张报纸与读者见面，当天头版刊登《市委常委扩大会议上午闭幕》等多条当天上午的重要消息。
1985年6月，首届“今晚报杯”国际足球邀请赛在津举行，《今晚报》首次承办大型国际活动，中共中央书记处书记习仲勋批示表扬赛事组织。
1985年8月22日，《今晚报》记者牛德林随团赴日本采访世界大学生运动会，这是《今晚报》记者首次采访国际重大体育比赛。
1986年1月1日，经注册登记，《今晚报》即日起对国外发行。
1991年1月，今晚报社迁址到天津市南开区川府新村，今晚报社与天津日报社实现分设。
1991年6月10日，今晚报读者俱乐部成立。
1992年9月3日，《今晚报》“海湾战争爆发”版面获第二届中国新闻奖唯一的版面二等奖，当年一等奖空缺。
1997年10月26日，《今晚报》记者毛福忠、顾建新采写的消息《重新评估国资增值3.5亿元》获第七届中国新闻奖一等奖。  
1997年12月，迁入今晚大厦办公。  
1998年6月，《今晚报》因特网网站正式投入使用。
1999年6月至8月，《今晚报》与中国科学探险协会举办“99中国澜沧江源头科学探险考察”。
2000年11月14日，“98960”今晚报公众服务中心正式开通，中国新闻界的首例。
2001年1月1日，《今晚报》完成商标注册后，首次在报头上标出®，为中国大陆报纸第一家。
2003年5月24日，《今晚报》记者左山、张朝晖进入非典“红区”采访。
2010年11月4日，《今晚报》新闻专栏《告诉你一个真实的市场》获中国新闻奖一等奖，系列报道《救助阿依努尔》获中国新闻奖二等奖。
2018年11月13日，与天津日报社、天津广播电视台合并组成天津海河传媒中心。